# Audi A4 DTM
L'Audi A4 DTM est une voiture de course fabriquée par le constructeur automobile allemand Audi conçue pour une utilisation exclusive en DTM. L'A4 DTM a été fabriquée en six étapes de développement, qui portent les noms de production interne R11, R12, R12 Plus, R13, R14 et R14 Plus. L'A4 DTM a remplacée l'Abt-Audi TT-R, qui a été utilisée dans la série entre 2000 et 2003. De 2004 à 2011, l'A4 DTM y a concouru contre la Mercedes Classe C AMG DTM et, durant les deux premières années, l'Opel Vectra GTS V8.

## Retour en tant qu’équipe d’usine
Après que l'équipe Abt ait utilisé l’Abt-Audi TT-R développée en privé entre 2000 et 2003 et ait remporté le titre lors du championnat DTM 2002 avec Laurent Aïello, Audi a réintégré le DTM en tant qu'équipe d'usine en 2004. Les débuts réussis dans la série se sont terminés avec tous les titres du championnat (pilote, équipe, constructeur).

## Période de développement
| Nom      | Année d’introduction |
| -------- | -------------------- |
| R11      | 2004                 |
| R12      | 2005                 |
| R12 Plus | 2006                 |
| R13      | 2007                 |
| R14      | 2008                 |
| R14 Plus | 2009                 |

## Technologie
Comme pour toutes les voitures de course DTM, la forme de la carrosserie de l'A4 DTM rappelle celle d'un véhicule de série, ici l'Audi A4. Le prototype est conçu avec un châssis monocoque en plastique renforcé de fibre de carbone avec un réservoir de carburant de 70 litres intégré. Le ravitaillement étant encore obligatoire pendant la course à cette époque, un réservoir de 120 litres n'a pas été installé comme en 2012. L'A4 DTM est propulsée par un moteur V8 non suralimenté d'une cylindrée de 4 litres qui, avec un limiteur de débit d'air, délivre environ 340 kW (≈ 460 ch) et dispose d'un couple maximal de plus de 500 Nm. La puissance est transférée via un embrayage multidisque, avec trois disques renforcés de fibre de carbone, à la transmission séquentielle sport à six vitesses, qui est combinée avec le différentiel à glissement limité multidisque réglable sur l'essieu arrière dans un seul carter. Toutes les roues sont suspendues individuellement sur des doubles triangles, les amortisseurs à ressort internes sont actionnés via des tiges de poussée et des culbuteurs.

## Pneus
Les pneus ont été fournis par Dunlop, alors équipementier standard du DTM, et avaient les dimensions avant de 265/660-R18 et arrière de 280/660-R18.

## Pilotes des championnats
| 2004 | Mattias Ekström |
| 2007 | Mattias Ekström |
| 2008 | Timo Scheider   |
| 2009 | Timo Scheider   |
| 2011 | Martin Tomczyk  |

## Successeur
La successeur, l'Audi A5 DTM, a été présentée pour le championnat DTM 2012. Elle affronte la nouvelle BMW M3 DTM et la Mercedes Classe C Coupé AMG DTM.